# Premolar

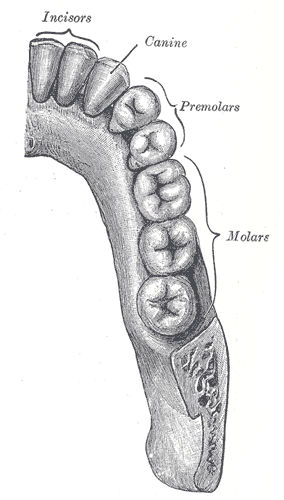
Localizarea premolarilor; vedere din partea superioară

Premolarii sunt dinți localizați între canini și molari și fac parte din dentiția definitivă. La om, dentiția prezintă opt premolari, câte patru pe fiecare parte a cavității bucale (superioară sau inferioară). Sunt dinți laterali, la fel ca și molarii, și au rol în masticație. 